# Wanderer W25K
De Wanderer W25K is een sportwagen die geproduceerd werd van 1936 tot 1938 door het Duitse automerk Wanderer, als dochteronderneming van Auto-Union.

## Ontwerp
De W25K was verkrijgbaar als tweezits cabriolet of roadster en maakte gebruik van de zwevende achteras met bladveren van DKW.
De auto werd aangedreven door een 2,0-liter zescilinder-in-lijnmotor die door Ferdinand Porsche in 1931 ontworpen was voor de Wanderer W20. Deze motor werd voor gebruik in de W25K voorzien van een rootscompressor, wat een vermogen opleverde van 62,5 kW (85 pk). Dit motorvermogen werd afgeleverd op de achteras via een handgeschakelde vierversnellingsbak met schakelpook in het midden van de auto. De motor was echter niet heel betrouwbaar en leverde geen hoog koppel bij lage snelheden. 
Er werden in totaal 259 exemplaren gebouwd, waarvan de laatste 37 exemplaren niet over een compressor beschikten. Deze laatste auto's hadden een motorvermogen van slechts 29,5 kW (40 pk) en werden verkocht als Wanderer W25.

## Technische gegevens
| Type | Motor     | Motor                    | Motor    | Overbrenging  | Topsnelheid | Jaartal   |
| Type | Inhoud    | Cilinders                | Vermogen | Overbrenging  | Topsnelheid | Jaartal   |
| ---- | --------- | ------------------------ | -------- | ------------- | ----------- | --------- |
| W25K | 1.963 cm³ | 6-in-lijn met compressor | 85 pk    | manuele 4-bak | 145 km/u    | 1936-1937 |
| W25  | 1.963 cm³ | 6-in-lijn                | 40 pk    | manuele 4-bak | 100 km/u    | 1938      |

## Fotogalerij

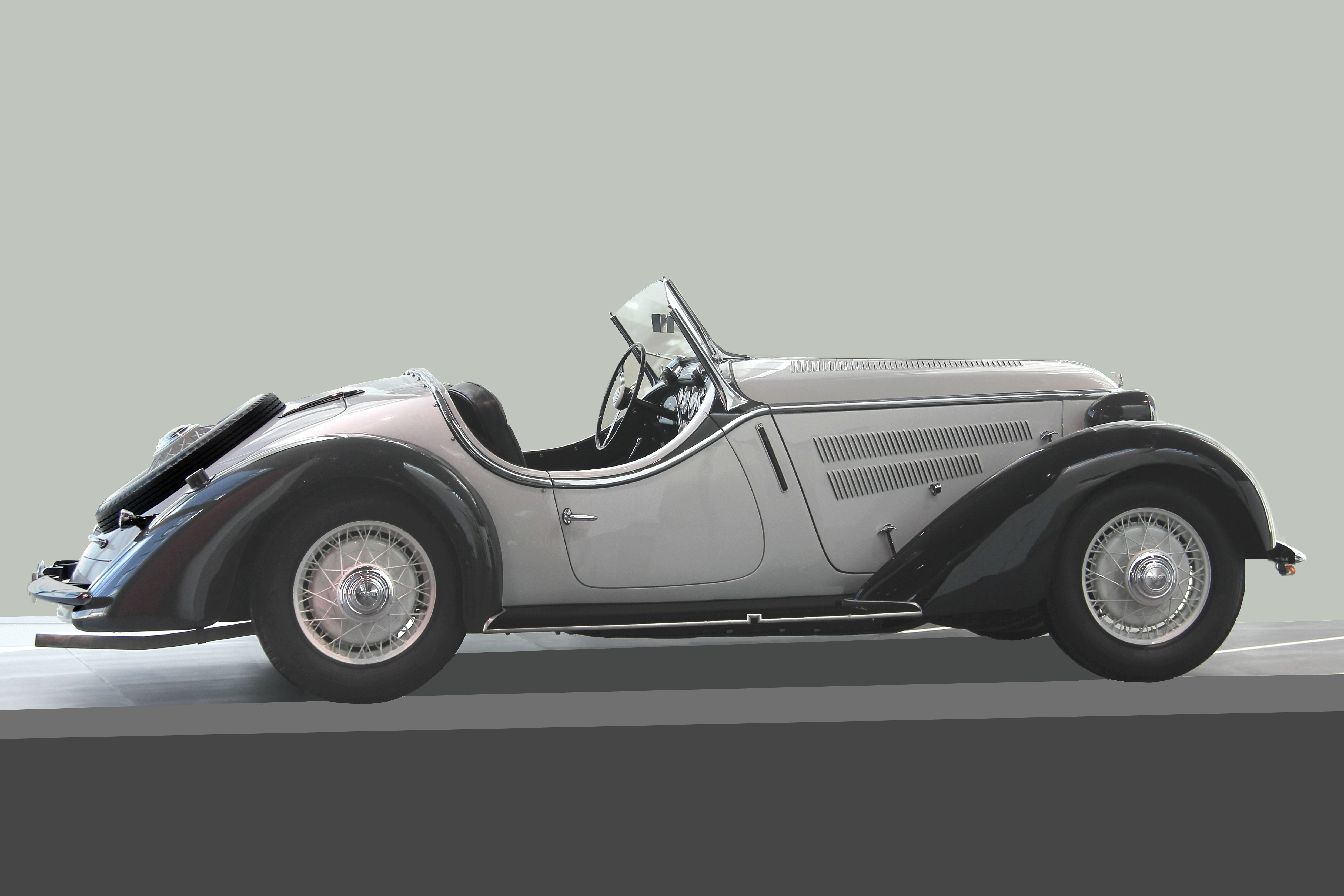
Wanderer W25K Roadster
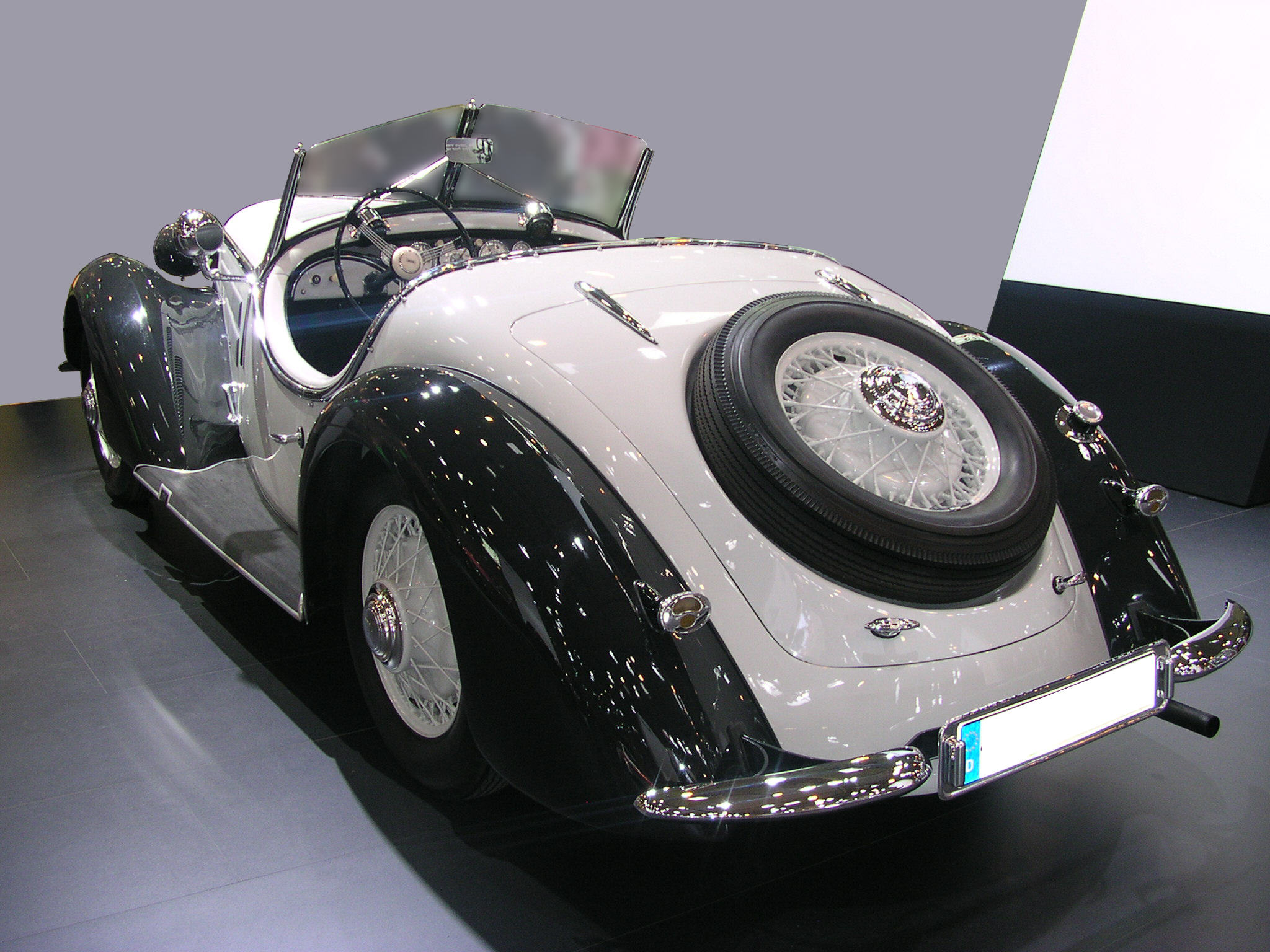
Wanderer W25K Roadster, achteraanzicht
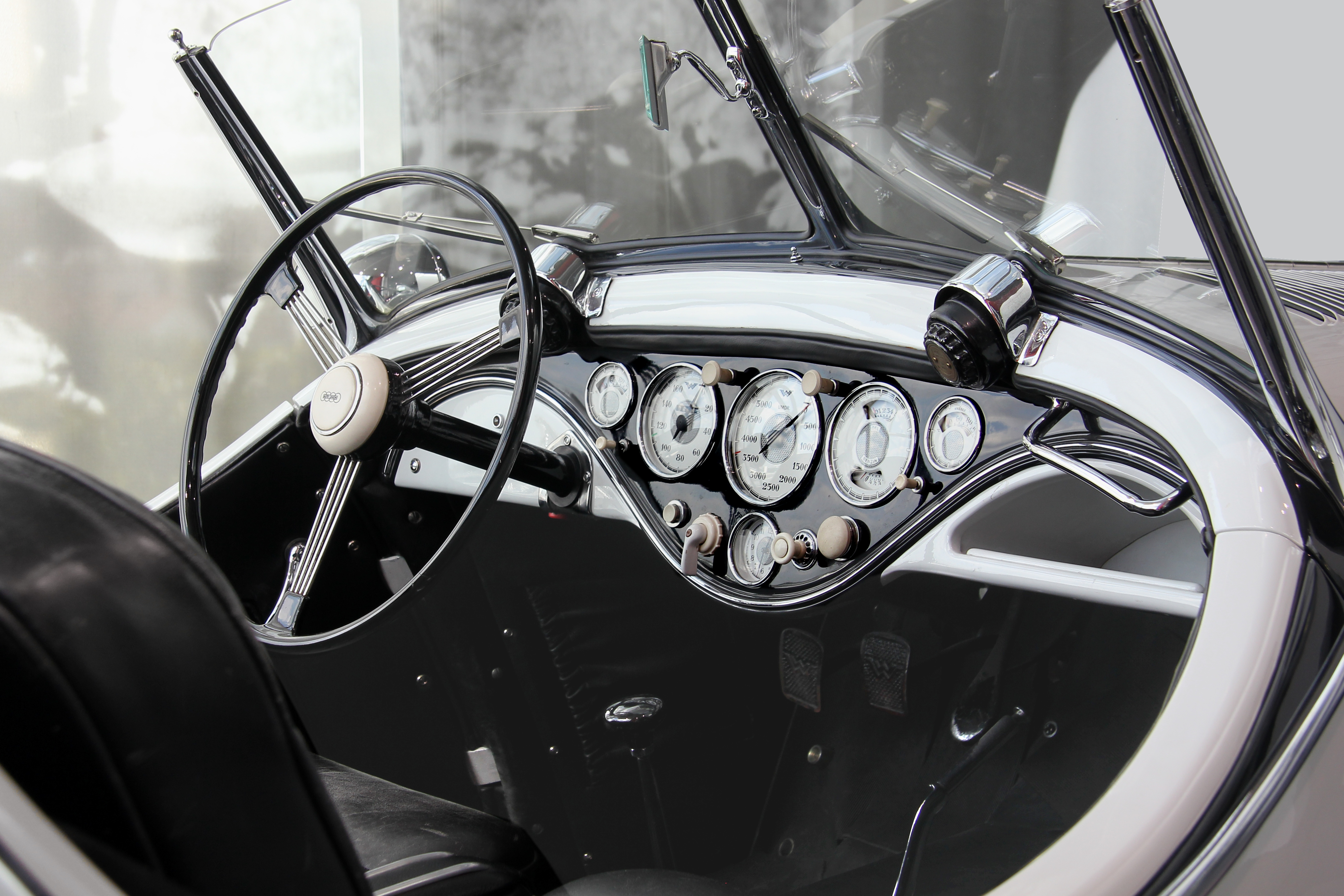
Wanderer W25K Roadster, interieur
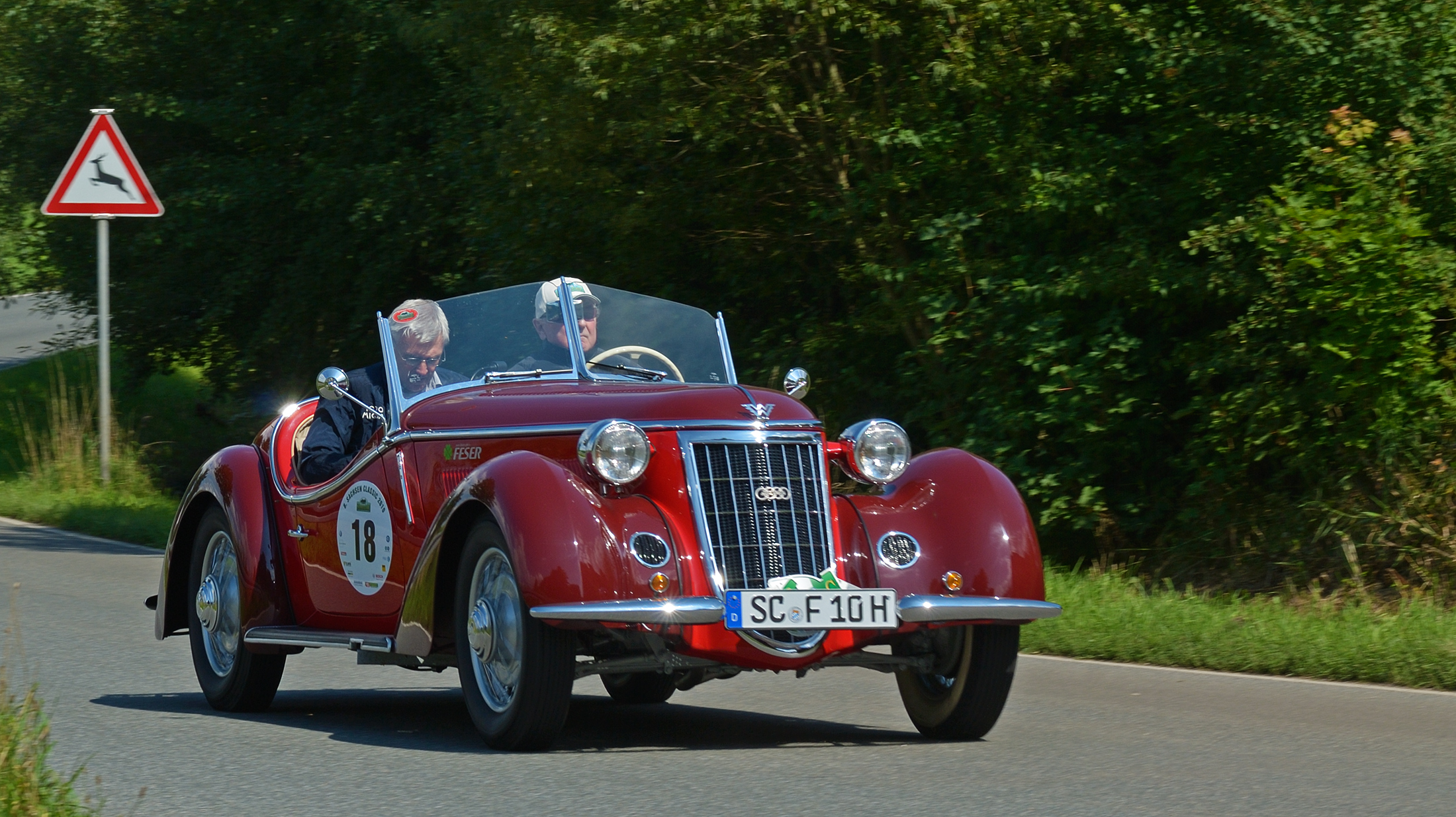
Wanderer W25 Roadster